# حصن الفليج
حصن الفليج هو موقع أثري في ولاية بركاء بسلطنة عمان
هي عبارة عن مبنى مستطيل الشكل يبلغ ارتفاعه أحد عشرة متر ويضم برجين مشيدين بالحجارة ومطليين بالجص، يقع أحدهما في الشمال الغربي، ولآخر في الجنوب الشرقي